# Isotta Fraschini Asso 1000
Le moteur Isotta Fraschini Asso 1000 est un moteur étudié et mis au point selon un cahier des charges de l'Aeronautica Militare émis en 1924 pour équiper des avions militaires. Il fait partie de la famille de moteurs modulaires créée par le constructeur italien qui comprend aussi l'Asso 200, l'Asso 500 et l'Asso 750.
Il fut utilisé pour la motorisation d'avions et des MAS, vedettes lance-torpilles utilisées par la Regia Marina italienne durant la Seconde Guerre mondiale.

## Histoire
En 1924, le ministère italien de l'Aviation militaire confia aux deux plus importants constructeurs de moteurs d'avions du pays, Isotta Fraschini et Fiat Aviazione, l'étude et la construction d'une nouvelle série de moteurs à refroidissement liquide de forte puissance.
La société Isotta Fraschini engagea l'étude de ce nouveau moteur en décembre 1924, en dimensionnant un 12 cylindres en « V » appelé « Asso ». Les premiers essais au banc furent réalisés en juin 1925. Les essais d'approbation commencèrent en août de la même année et après 150 heures de fonctionnement au banc et 150 heures en vol, l'Asso 500 fut validé et mis en production.
En moins d'un an, Isotta Fraschini avait été en mesure de développer une gamme de moteurs qui, sans être particulièrement légers, avait les qualités de solidité et de durabilité peu communs pour l'époque. Les essais normaux des constructeurs les plus exigeants avaient une durée de 50 heures, et étaient considérés comme particulièrement sévère dans certains pays.
L'Asso 500 avait une architecture très similaire à celle des moteurs Fiat équivalents : les cylindres étaient indépendants en acier avec des chemises soudées, les bielles et biellettes en « I », double arbre avec des excentriques en tête pour commander les 4 soupapes de chaque cylindre, le bloc de base coulé en « Electron » en quatre parties.
Mais contrairement aux moteurs Fiat, les carburateurs sont placés à l'extérieur des cylindres et non pas dans le V, ce qui rendra la maintenance et les réglages plus aisés.

### Origines du projet
À la fin de la Première Guerre mondiale, le besoin de disposer de moteurs toujours plus puissants devenait urgent. Compte tenu de l'impossibilité technique à l'époque, de développer encore plus les moteurs rotatifs et à six cylindres en ligne et vu les problèmes de fiabilité des moteurs 8 cylindres en ligne, l'augmentation de puissance a été résolu en augmentant le nombre des cylindres en les disposant en V et en W. Cette solution a permis une augmentation significative de la puissance, grâce aussi à la diminution du poids étant donné que dans les moteurs en ligne le poids le plus important est constitué par le bloc de base et le vilebrequin. En doublant le nombre de cylindres reliés au même arbre et dans le même bloc, il était possible d'obtenir une puissance supérieure à 500 chevaux. Pendant les années 1920, cette technique a été développée jusqu'à inventer des moteurs avec des cylindres disposés en W.
Depuis la fin des années 1930 ce type de moteur a été progressivement abandonné à cause de leur résistance frontale trop importante. Le moteur Isotta Fraschini Asso 1000 a été produit à partir de 1929 et était le moteur le plus puissant jamais produit au monde.

## Description technique
Le moteur IF Asso 1000 comporte 18 cylindres placés en W. Chaque cylindre, réalisé en acier spécial avait un alésage de 150 mm et une course de 180 mm. La distribution comprend quatre soupapes par cylindre commandées par un double arbre à cames en tête. Les culasses sont en alliage d'aluminium. L'alimentation est assurée par six carburateurs, trois de chaque côté du moteur avec deux bougies d'allumage par cylindre. La puissance de 1 000 ch était obtenue au régime de seulement 1 600 tr/min mais la puissance maximale était en fait de 1 070 ch à 1 850 tr/min.

## Utilisation
Ce moteur a été utilisé sur les avions Caproni Ca.90 et Ca.95. Avec ce moteur, le Caproni Ca.90 piloté par Domenico Antonini remporta, le 22 février 1930, six records mondiaux.
Ce moteur sera également utilisé dans le domaine naval avec la motorisation des fameux MAS 500, vedettes lance-torpilles de la Regia Marina italienne, sur lesquels ils étaient montés en tandem.
Il motorisa enfin l'exemplaire unique de Macchi M.67 engagé par l'Italie pour participer à la Coupe Schneider de 1929.
 Royaume d'Italie
- Caproni Ca.90
- Caproni Ca.95
- Macchi M.67
- MAS 500